# Фінал кубка Німеччини з футболу 1960
Фінал Кубка Німеччини з футболу 1960 — фінальний матч розіграшу кубка Німеччини сезону 1960 відбувся 5 жовтня 1960 року. У поєдинку зустрілися «Карлсруе» з однойменного міста та менхенгладбаська «Боруссія». Перемогу з рахунком 3:2 здобула «Боруссія».
| Володар Кубка Німеччини 1960            |
| --------------------------------------- |
|                                         |
| «Боруссія» (Менхенгладбах) Перший титул |

## Учасники
| Клуб       | Участей | Роки (жирним виділено перемоги) |
| ---------- | ------- | ------------------------------- |
| «Боруссія» | дебют   | дебют                           |
| «Карлсруе» | 2       | 1955, 1956                      |

## Шлях до фіналу
| Раунд                                                   | Противник     | Рахунок |
| ------------------------------------------------------- | ------------- | ------- |
| 1/2                                                     | «Гамбург» (Н) | 2–0     |
| (Д) = Вдома; (Г) = У гостях; (Н) = На нейтральному полі |               |         |

| Раунд                                                   | Противник   | Рахунок                                     |
| ------------------------------------------------------- | ----------- | ------------------------------------------- |
| 1/2                                                     | «Пірмазенс» | 3–4 (Д) (анульовано) 2–0 (Д) (перегравання) |
| (Д) = Вдома; (Г) = У гостях; (Н) = На нейтральному полі |             |                                             |

## Матч

### Деталі
| 5 жовтня 1960 20:00 (CET) |

| Боруссія (Менхенгладбах)         | 3:2      | Карлсруе               |
| -------------------------------- | -------- | ---------------------- |
| Мюльгаузен 5' Кон 25' Брюльс 60' | Протокол | Геррманн 22' Шварц 58' |

| Рейнштадіон, Дюссельдорф Глядачів: 49 000 Арбітр: Альберт Душ |

|  |  |

| В                |  | Гюнтер Янсен          |
| З                |  | Гайнц де Ланге        |
| З                |  | Ламберт Пфайффер      |
| ПЗ               |  | Фрідгельм Фронтцек    |
| ПЗ               |  | Ганс Геббельс         |
| ПЗ               |  | Альберт Янсен         |
| Н                |  | Гельмут Фендель       |
| Н                |  | Карл-Гайнц Мюльгаузен |
| Н                |  | Ульріх Кон            |
| Н                |  | Альберт Брюлльс (к)   |
| Н                |  | Франц Брунгс          |
| Головний тренер: |  |                       |
| Бернд Олес       |  |                       |

| В                |  | Горст Юнгманн     |
| З                |  | Густав Вітлатшил  |
| З                |  | Вільгельм Діммел  |
| ПЗ               |  | Горст Шиманяк     |
| ПЗ               |  | Віллі Рім         |
| ПЗ               |  | Гайнц Руппенштайн |
| Н                |  | Райнгольд Недошил |
| Н                |  | Фрідель Спат      |
| Н                |  | Вальтер Шварц     |
| Н                |  | Гюнтер Геррманн   |
| Н                |  | Віллі Райтгасл    |
| Головний тренер: |  |                   |
| Едуард Фрювірт   |  |                   |